# Presa de Alsa
Presa de Alsa är en reservoar i Spanien.   Den ligger i provinsen Provincia de Cantabria och regionen Kantabrien, i den norra delen av landet, 300 km norr om huvudstaden Madrid. Presa de Alsa ligger 833 meter över havet. Arean är 0,66 kvadratkilometer. I omgivningarna runt Presa de Alsa växer i huvudsak blandskog. Den sträcker sig 2,1 kilometer i nord-sydlig riktning, och 1,4 kilometer i öst-västlig riktning.